# Dziwnów Dolny
Dziwnów Dolny (niem. Berg Dievenow) – część miasta Dziwnowa (SIMC 0774799) i sołectwo, w województwie zachodniopomorskim, w powiecie kamieńskim.
Leży we wschodniej części miasta, na północ od cieśniny Dziwna, między Morzem Bałtyckim a Zatoką Wrzosowską. Rozpościera się wzdłuż Wybrzeża Kościuszkowskiego i ul. Kościelnej. Od zachodu graniczy z Dziwnowem Górnym; granica między Dziwnowem Dolnym a Górnym znajduje się w miejscu, gdzie Wybrzeże Kościuszkowskie zmienia nazwę na ul. Juliusza Słowackiego, a ul. Kościelna na ul. Adama Mickiewicza. W Dziwnowie Dolnym mieści się siedziba gminy Dziwnów.
Niemiecka nazwa Berg Dievenow kontrintuitywnie oznacza Dziwnów Dolny, nie Dziwnów Górny, mimo że niemiecki wyraz Berg znaczy góra.
Do 1935 samodzielna miejscowość. W  1935 roku Dziwnów Dolny (Berg Dievenow) i Dziwnów Górny (Ost Dievenow), przez które rozciąga się długa nadmorska promenada, zostały połączone w jedną miejscowość Dziwnów (Dievenow). W latach 1945–1948 Dziwnów (składający się z Dziwnowa Dolnego i Górnego) był uważany za miasto. Do 2004 wraz z Dziwnowem Górnym stanowił wpólny obręb ewidencyjny (Dziwnów) o powierzchni 186,51 ha. Stał się częścią miasta Dziwnowa 1 stycznia 2004 w związku z nadaniem mu praw miejskich, powiększonego również o obszar cieśniny Dziwna i wsi Dziwna.
Jest to najmniej zaludniona z trzech części Dziwnowa. 23 kwietnia 2001 liczył 358 mieszkańców. Posiada jednak najbardziej rozbudowany miejski układ urbanistyczny.